# Junges Klangforum Mitte Europa
Le Junges Klangforum Mitte Europa (Young Sound Forum of Central Europe) est un orchestre de jeunes européen trinational, formé de musiciens de Pologne, République tchèque et Allemagne.

## Buts
Le but du Junges Klangforum Mitte Europa est de vivifier le paysage culturel de la Pologne, de la République tchèque et de l'Allemagne. L'orchestre réunit des jeunes musiciens des trois pays pour des concerts en des lieux porteurs d'une signification historique. En dehors du répertoire classique, le Junges Klangforum Mitte Europa s'est consacré à la musique du XXe siècle, surtout aux œuvres de compositeurs persécutés par le National-Socialisme. L'orchestre cherche à contribuer à la réconciliation et au dialogue entre la Pologne, la République tchèque et l'Allemagne.

## Historique
L'orchestre a été fondé en 2002 par le chef d'orchestre Christoph Altstaedt et le manager culturel Holger Simon (gérant de 2002 à 2007).
Il fut tout d'abord composé d'anciens membres du Bundesjugendorchester (Orchestre allemand des jeunes) et a donné des concerts sous le nom « Junges Deutsches Klangforum ». À la suite d'un projet avec de jeunes musiciens tchèques à Terezín, est née l'idée d'un partenariat à long terme entre les deux pays. Le Junges Klangforum Mitte Europa a donc été fondé peu après à l'initiative de Richard von Weizsäcker. Les parrains de l'orchestre sont Richard von Weizsäcker, Lech Wałęsa et Václav Havel.
L'orchestre a été récompensé par le Praemium Imperiale en 2004, le Prix Marion Dönhoff en 2005, et le Prix Européen des Orchestres de Jeunes en 2006 pour ses prestations musicales et sa participation au rapprochement des peuples.
Le chef d'orchestre et directeur artistique est Christoph Altstaedt. Parmi les chefs invités on compte, entre autres, Krzysztof Penderecki, Sebastian Weigle et Muhai Tang. Le Junges Klangforum Mitte Europa a effectué des tournées de concerts en Europe et au Japon.